# Cratere Lampland (Luna)
Lampland è un cratere lunare di 63,04 km situato nella parte sud-occidentale della faccia nascosta della Luna.
Il cratere è dedicato all'astronomo statunitense Carl Otto Lampland.

## Crateri correlati
Alcuni crateri minori situati in prossimità di Lampland sono convenzionalmente identificati, sulle mappe lunari, attraverso una lettera associata al nome.
| Lampland | Coordinate             | Diametro (in km) |
| -------- | ---------------------- | ---------------- |
| A        | 30°29′24″S 131°48′00″E | 12,56            |
| B        | 29°39′00″S 132°07′12″E | 11,58            |
| K        | 33°00′36″S 132°46′12″E | 45,35            |
| M        | 33°35′24″S 131°21′00″E | 36,39            |
| Q        | 32°36′36″S 130°04′12″E | 12,76            |
| R        | 31°42′36″S 129°47′24″E | 42,8             |